# Las Cocinas, Jalisco
Las Cocinas är en ort i Mexiko.   Den ligger i kommunen Cuquío och delstaten Jalisco, i den centrala delen av landet, 400 km väster om huvudstaden Mexico City. Las Cocinas ligger 1 826 meter över havet och antalet invånare är 215.
Terrängen runt Las Cocinas är varierad. Runt Las Cocinas är det ganska glesbefolkat, med 23 invånare per kvadratkilometer. Närmaste större samhälle är Ixtlahuacán del Río, 17,7 km sydväst om Las Cocinas. Trakten runt Las Cocinas består till största delen av jordbruksmark.